# وادي دكوك

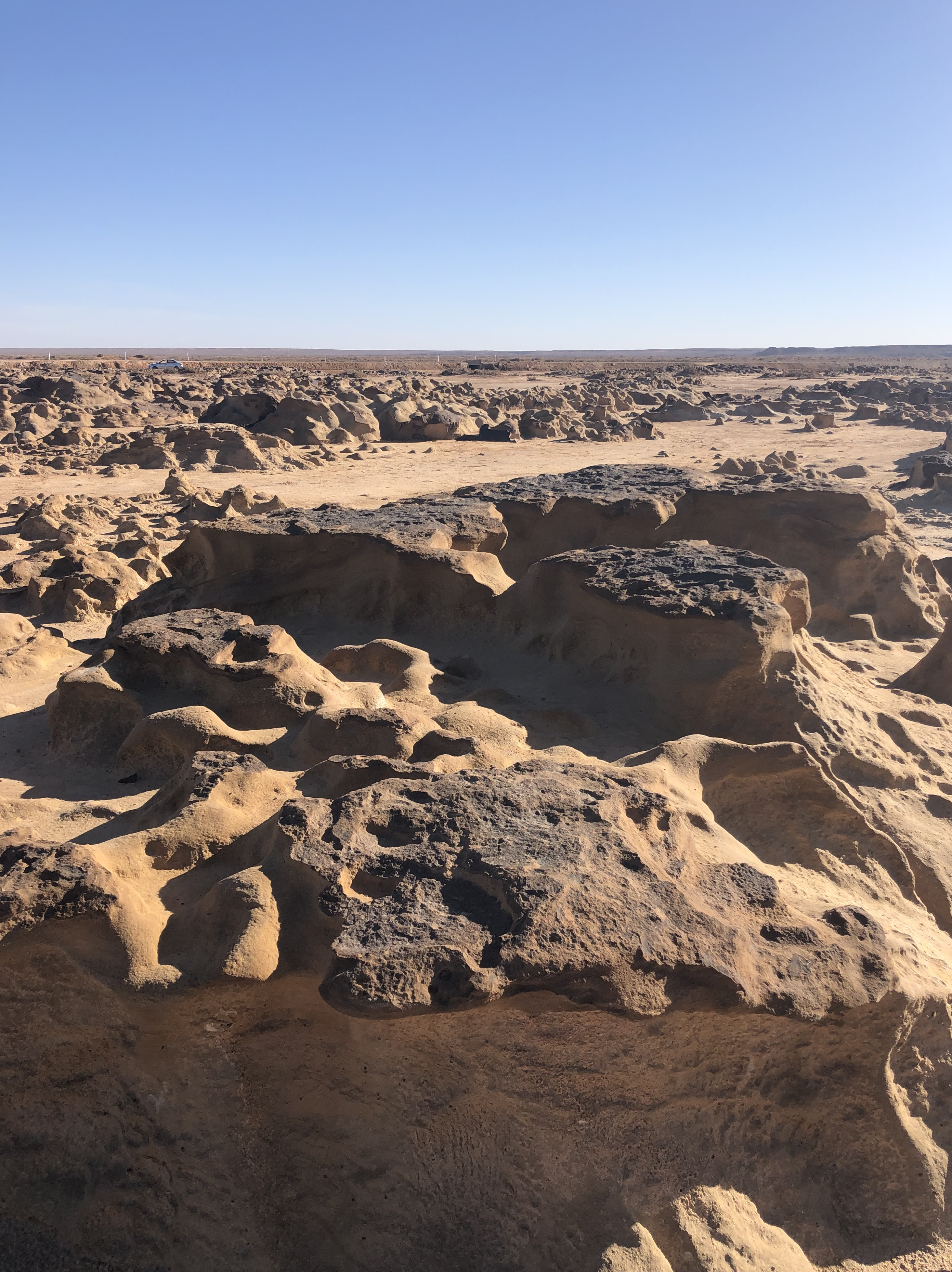
موقع في الجنوب التونسي يمتاز بتضاريسه الصخرية التي تشبه الى حد كبير سطح القمر

وادي دكوك هي محمية طبيعية في تونس في ولاية تطاوين .

## الموقع و المساحة
تبلغ مساحة المحمية من 5 آلاف و700 هكتار، وتقع حول مجرى مياه عين مالحة بهذه الوادي وعلى منتصف الطريق الجهوية رقم 19 الرابطة بين معتمديتي تطاوين ورمادة، وهي أول محميّة طبيعية في المثلّث الصحراوي للبلاد التونسية.

## التاريخ
وأحدثت محمية وادي دكوك بمقتضى أمر عدد 1067 مؤرخ في 2 فبراير 2009، وذلك بهدف المحافظة على الكساء النباتي الصحراوي وحماية الاحياء الحيوانية والنباتية البرية الموجودة بها، ملاحظا أنه تم تسييجها وتهيئتها واحداث عدد من الآبار فيها وتجهيزها بالمعدات الأساسية، فضلا عن إنشاء متحف إيكولوجي بها وأقفاص لتربية واقلمة الحيوانات، قدرت كلفتها الجملية بحوالي مليوني دينار.وتحوي هذه المحمية، وفق ذات المصدر، عدة أصناف من الحيوانات النّادرة، على غرار 47 رأس « سياف » (مهى بوحراب ) و274 رأس ارو مغاربي ( وداد) و54 رأس غزال دوركاس ، إضافة إلى الارانب والذئاب والثعالب وغيرها من الحيوانات الصحراوية.
يشغّل هذا المشروع، 35 عاملا بصفة دائمة، وقد أعاد للموقع وضعه الطبيعي رغم سنوات الجفاف التي عاشتها الجهة خلال بداية العشرية الماضية، حيث أصبح موقعا ملائما لتنمية مختلف مكونات الحياة الصحراوية بخصوصياتها البيئية الجافة والحارة.
ولفت رئيس دائرة الغابات، إلى حاجة هذه المحمية، التي تعدّ غير معروفة بالقدر الكافي، إلى توظيفها واستغلالها بشكل أفضل ما من شأنه أن يحقق الإفادة سواءا لأبناء الجهة أو لعموم المواطنين والزائرين خاصة من الطلبة والتلاميذ والباحثين وكذلك الأجانب، ودعا، في هذا الصدد، إلى تكثيف تنظيم رحلات سياحيّة ودراسية إليها من الداخل والخارج .